# Rosa de Prata
A GCRES Rosa de Prata é uma escola de samba da cidade de Campinas, estado de São Paulo. Foi fundada em 1975 na Vila Castelo Branco, por Aluizio Geremias. Em 2010 a Rosa foi campeã do carnaval da cidade.

## Carnavais
| Ano                                    | Colocação | Grupo    | Enredo                                       | Ref.        |
| -------------------------------------- | --------- | -------- | -------------------------------------------- | ----------- |
| 1998                                   | Campeã    | Especial |                                              | [ 2 ]       |
| Em 1999 e 2000 não ocorreram desfiles. |           |          |                                              |             |
| 2001                                   |           | Especial | Rosa de África                               | [ 2 ]       |
| 2008                                   | Campeã    | Acesso   |                                              | [ 3 ]       |
| 2009                                   |           | Especial | Contos e Fábulas Infantis                    | [ 4 ]       |
| 2010                                   | Campeã    | Especial | África – Berço Popular da Cultura Brasileira | [ 5 ] [ 6 ] |
| 2011                                   | Campeã    | Especial | Sou artista, sou Rosa de Prata               | [ 1 ] [ 7 ] |
| Em 2012 não ocorreu desfile.           |           |          |                                              |             |
| Em 2013 ocorreu desfile sem avaliação. |           |          |                                              |             |